# Distretto di Hérens
Il distretto di Hérens (in tedesco Ering) è un distretto del Canton Vallese, in Svizzera. Confina con i distretti di Sierre e di Visp a est, di Entremont, di Conthey e di Sion a ovest, con il Canton Berna (distretti di Saanen e di Obersimmental) a nord e con l'Italia (Valle d'Aosta) a sud. Il capoluogo è Vex.

## Comuni
Amministrativamente è diviso in 6 comuni:
- Ayent
- Evolène
- Hérémence
- Mont-Noble
- Saint-Martin
- Vex

### Divisioni
- 1877: Ayent → Arbaz (distretto di Sion), Ayent
- 1882: Hérens  →  Evolène, Saint-Martin

### Fusioni
- 2011: Mase, Nax, Vernamiège  →  Mont-Noble
- 2017: Les Agettes, Sion (distretto di Sion)  →  Sion (distretto di Sion)